# Las brujas de Eastwick
Las brujas de Eastwick (en inglés, The Witches of Eastwick) es una película estadounidense de 1987 basada en la novela homónima de John Updike, protagonizada por Jack Nicholson, Cher, Susan Sarandon y Michelle Pfeiffer.
En la película, tres mujeres profesionales e independientes ignoran que son brujas. No son conscientes de que sus reuniones regulares han formado un aquelarre informal. Un hombre misterioso empieza a cortejarlas, al tiempo que descubren que tienen habilidades mágicas.  El misterioso Daryl seduce a cada una de las mujeres y, a cambio, les enseña cómo aumentar sus poderes, pero los escarceos sexuales y la magia que emplean las brujas acaba creando así un escándalo en la ciudad. Las mujeres se dan cuenta de que Daryl las está corrompiendo a ellas y a la ciudad, y deciden sacarlo de sus vidas. Cuando las tres le abandonan, el extraño intenta manipularlas invocando sus miedos ocultos. Las mujeres contraatacan usando un muñeco vudú para provocarle intenso dolor, lo que lleva a una confrontación entre el hombre y sus amantes.

## Argumento
La historia se desarrolla en la ficticia ciudad de Eastwick en Rhode Island y trata de las capacidades mágicas y el crecimiento personal de la escultora viuda y madre de un niño Alexandra Medford (Cher), la recién divorciada profesora de música Jane Spofford (Susan Sarandon) y la columnista y esposa abandonada madre de seis hijos Sukie Rougemont (Michelle Pfeiffer), tres mujeres insatisfechas con sus vidas. Ignorantes de que son brujas, forman sin querer un aquelarre, reuniéndose cada semana a hablar de hombres ideales.
Un hombre misterioso (Jack Nicholson), compra la propiedad más célebre de la ciudad, la mansión Lenox. Su llegada fascina a toda la gente de la localidad, excepto a Felicia Alden (Veronica Cartwright), la religiosa esposa del editor de periódico Clyde Alden (Richard Jenkins), para quien trabaja Sukie. Felicia presiente que el hombre (cuyo nombre todo el mundo parece olvidar fácilmente) tiene malas intenciones.
Una noche, el hombre aparece en el recital de Jane y hace un espectáculo, lo que lleva a más chismes. Cuando recibe flores de parte de un tal D, Sukie recuerda que su nombre es Daryl Van Horne. El caos se esparce entre la multitud ante su nombre. El collar de perlas de Sukie se rompe, y las perlas que ruedan por el suelo hacen que Felicia (que se había burlado de su nombre) caiga escaleras abajo, fracturándose la pierna.
Al día siguiente, Daryl intenta seducir a Alex, pero dice cosas rudas cada vez que habla. Consternada, Alex se rehúsa a sus coqueteos y empieza a marcharse. Sin embargo, antes de que pueda abrir la puerta él manipula sus emociones hasta que finalmente cede. A la mañana siguiente, Daryl visita a la insegura Jane. Se sientan a conversar amablemente, y ella le explica que la mansión Lenox se construyó sobre un sitio en el que se solían ejecutar brujas. Esa misma noche, Daryl anima a Jane a que toque su violonchelo con total abandono, tocando cada vez más rápido mientras él la acompaña en el piano, hasta que las cuerdas empiezan a soltar humo, el chelo se incendia, y Jane se lanza apasionadamente sobre Daryl. 
La semana siguiente, Daryl invita a su casa a las tres, buscando ahora a Sukie. La envidia y la rivalidad surgen entre ellas e inconscientemente hacen que una pelota de tenis levite. Conscientes ahora de sus poderes mágicos, las mujeres acuerdan compartirse a Daryl. Mientras pasan más tiempo en la mansión, Felicia empieza a esparcir rumores sobre su falta de decoro, convirtiendo a las mujeres en parias sociales. Cuando las brujas empiezan a cuestionar su lealtad hacia Daryl, este hace que inconscientemente lancen un hechizo contra Felicia. Esa misma noche, mientras Felicia se queja antes su esposo de que Daryl es el diablo, empieza a vomitar semillas de cereza. Horrorizado por su incontrolable comportamiento, Clyde la mata con un atizador.
Tras la muerte de Felicia, las tres, temerosas de sus poderes, acuerdan evitarse una a la otra y a Daryl hasta que la situación se estabilice. Molesto por verse abandonado, Daryl despierta los peores miedos de cada una: Alex cree que está cubierta de serpientes, Jane envejece rápidamente y Sukie sufre un dolor agonizante. Al caer en la cuenta de que la única forma de zafarse de Daryl es por medio de la brujería, vuelven a reunirse con él, fingiendo que buscan hacer las paces. También descubren que las tres están embarazadas.
A la mañana siguiente, las tres envían a Daryl a que haga algún trámite mientras que Alex usa cera y un poco del cabello de Daryl para crear un muñeco vudú de él al que lastiman, esperando que se marche. Cuando el hechizo hace efecto, Daryl, que aún se encuentra en la ciudad, es golpeado por una ráfaga de viento y empieza a sentir un dolor insoportable (cada evento corresponde a algo que las mujeres le hacen al muñeco). Daryl se esconde del viento dentro de una iglesia, solo para encontrarla llena de fieles. Cayendo en la cuenta de cuál es la causa de sus problemas, se queja de las mujeres, maldiciéndolas como un grupo antes de vomitar semillas de cereza, como hizo Felicia. Enfurecido, Daryl se apresura a regresar a la mansión a castigar a la brujas por su traición. Inseguras respecto a si el vudú lo ha afectado, intentan comportarse normalmente, solo para quedar estupefactas cuando éste entra en la mansión desarreglado, incoherente y sediento de venganza.
En el caos que se crea, el muñeco se rompe en pedazos. Esto hace que Daryl se transforme en un monstruo gigante que intenta destruir la mansión e inicia un incendio. Las brujas entonces arrojan el muñeco al fuego, haciendo que Daryl se convierta en un homúnculo marchito y se desvanezca.
Dieciocho meses después, las mujeres viven juntas en la mansión de Daryl, cada una con un bebé varón en sus brazos. Los bebés juegan juntos cuando Daryl aparece en una pared llena de pantallas, invitándolos a que le den «un beso a papá». Antes de que los niños puedan hacerlo, las mujeres aparecen y apagan los televisores, para disgusto de él.

## Reparto
| Actor               | Personaje         |
| ------------------- | ----------------- |
| Jack Nicholson      | Daryl Van Horne   |
| Cher                | Alexandra Medford |
| Susan Sarandon      | Jane Spofford     |
| Michelle Pfeiffer   | Sukie Rougemont   |
| Veronica Cartwright | Felicia Alden     |
| Richard Jenkins     | Clyde Allen       |
| Keith Jochim        | Walter Neff       |
| Carel Struycken     | Fidel             |
| Helen Lloyd Breed   | Sra. Biddle       |